# Симбірське чуваське педагогічне училище
Симбірське чуваське педагогічне училище — центр підготовки вчителів та іншої інтелігенції чуваського та інших народів Поволжя, засноване просвітителем чуваського народу Іваном Яковлевим  28 жовтня 1868 у місті  Симбірськ, в адміністративному центрі однойменної губернії. У різні роки училище мало різні назви.

## Історія
У 1868 гімназист Іван Яковлев у своїй квартирі в Симбірську почав навчати чуваських дітей.  У 1871 Міністерство народної просвіти видає офіційний статут Симбірській чуваській школі. За дев’ять років вона перетворюється на вчительську школу. 
У ставленні школи посприяв Ілля Ульянов, що працював у  1869-1886 директором та інспектором народних училищ у Симбірській губернії, а також Вишевський І.В., Ільминський Н.І., Шестанов П.Д. 
До жовтневого перевороту у Росії у чуваських селищах та містах національна інтелігенція була нечисельною. У 1870 царський уряд затверджує правила «Про міри до освіти інородців, що населяють Росію», згідно яких у Поволжі почали відкриватися початкові та двокласні училища.  Основною базою для підготовки кадрів стала Симбірська чуваська школа. Педагоги, також і випускники активно включалися до справи розвитку освітнього рівня усього Поволжя. 

Колектив, який очолював Іван Яковлев став зерном зародження чуваської професійної художньої та музичної культури. Народну творчість Яковлев вважав найціннішим скарбом чувашів, який пронесли крізь віки
 «Самое ценное и удивительное, которое сохранили чуваши до наших дней, самое великое - это язык, песни, вышивка. У чувашей сто тысяч слов, сто тысяч песен, сто тысяч вышивок». 
Симбірська школа була своєріндим національним університетом, академією, консерваторією, театром для чуваського народа. 
Постановою ВЦВК  1922 Симбірська чуваська школа, разом з усіма закладами культури, що їй належали, ділянками земель, фермою, передана на вічне користування чуваському народу, як найвеличніша його святина. Однак ця постанова була ліквідована у 1956 рішенням міського виконкомітету м. Ульянівська. 

## Gallery

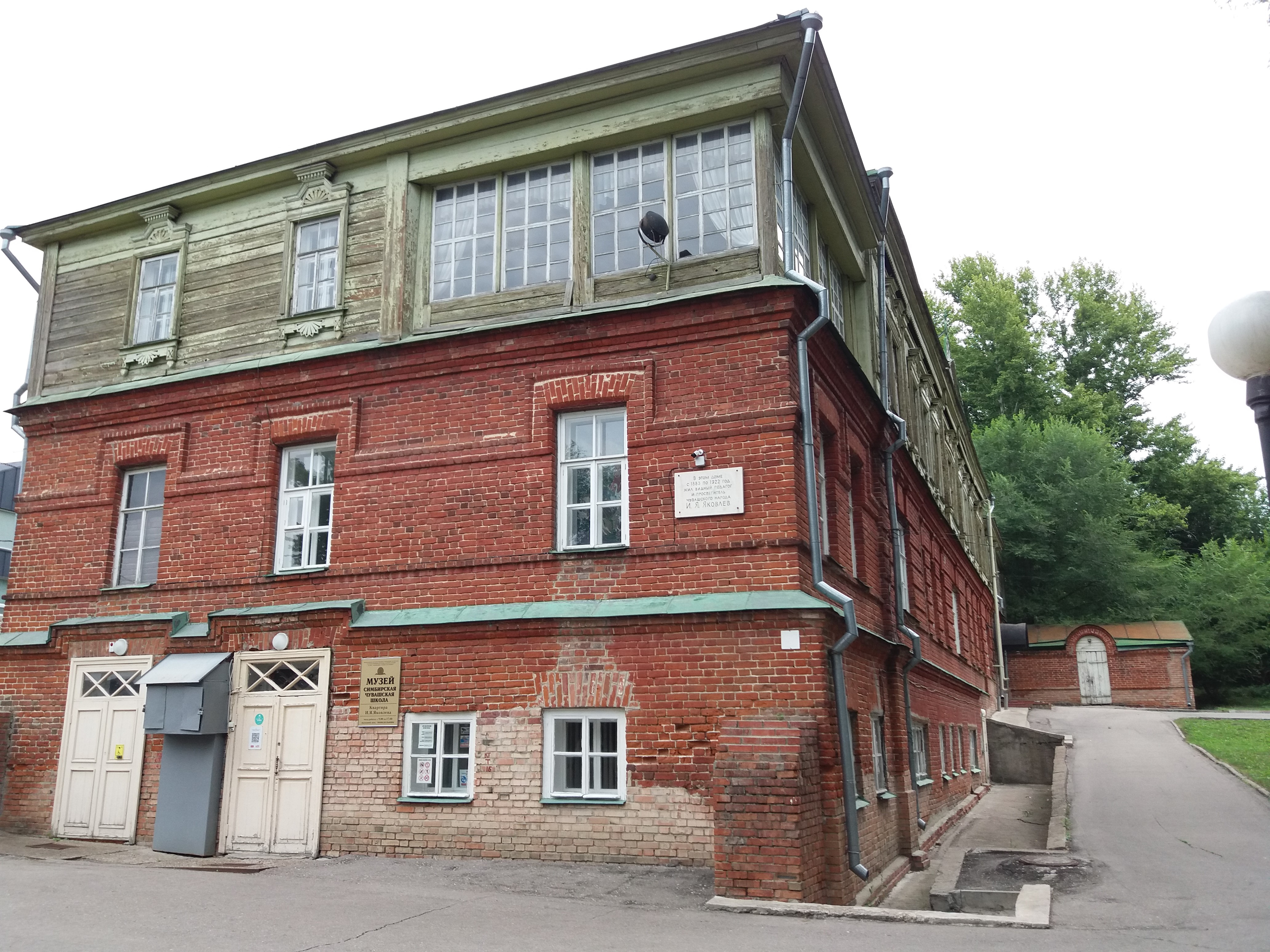
Museum of the Chuvash School.
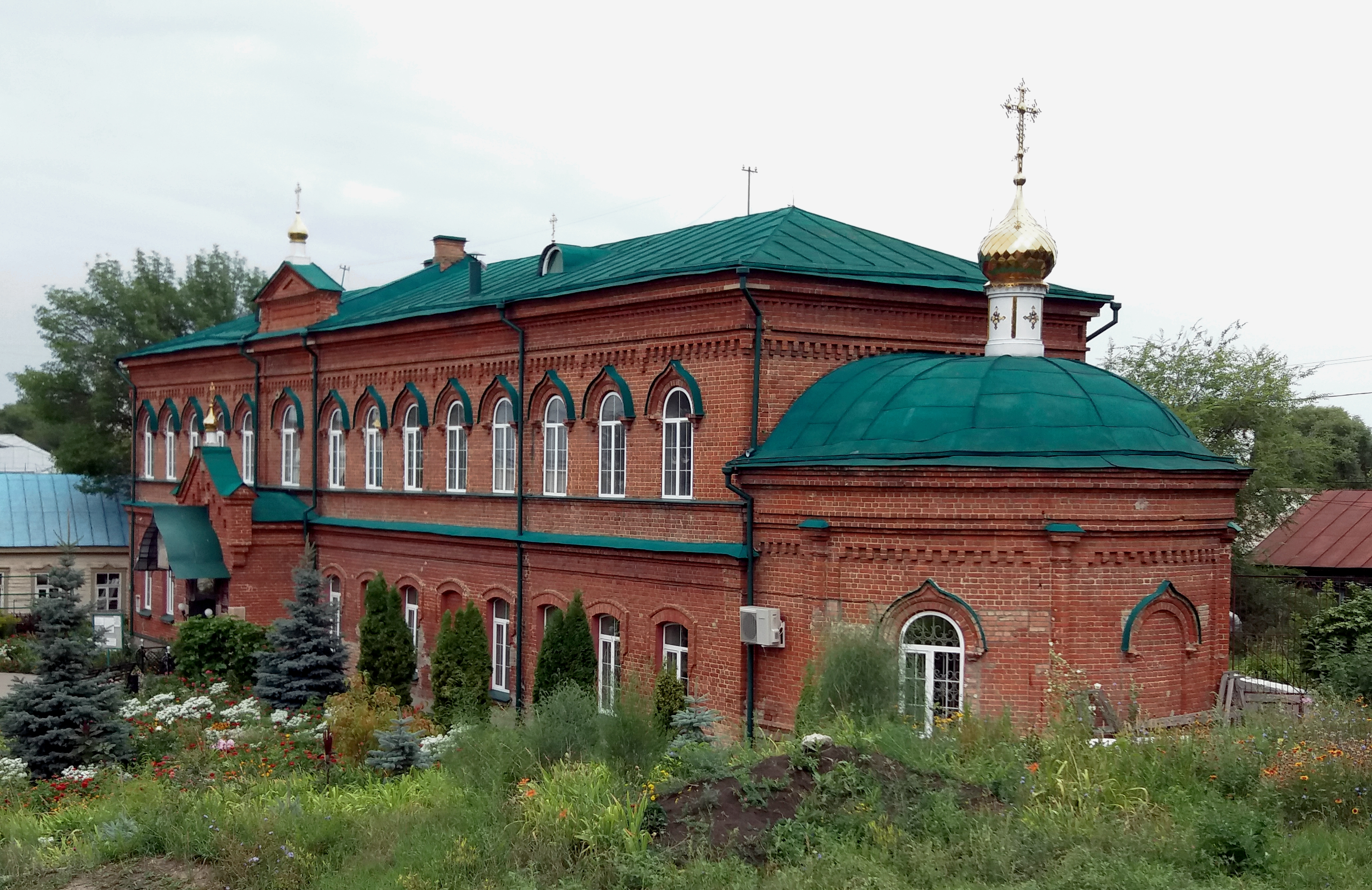
Museum of the Chuvash School.
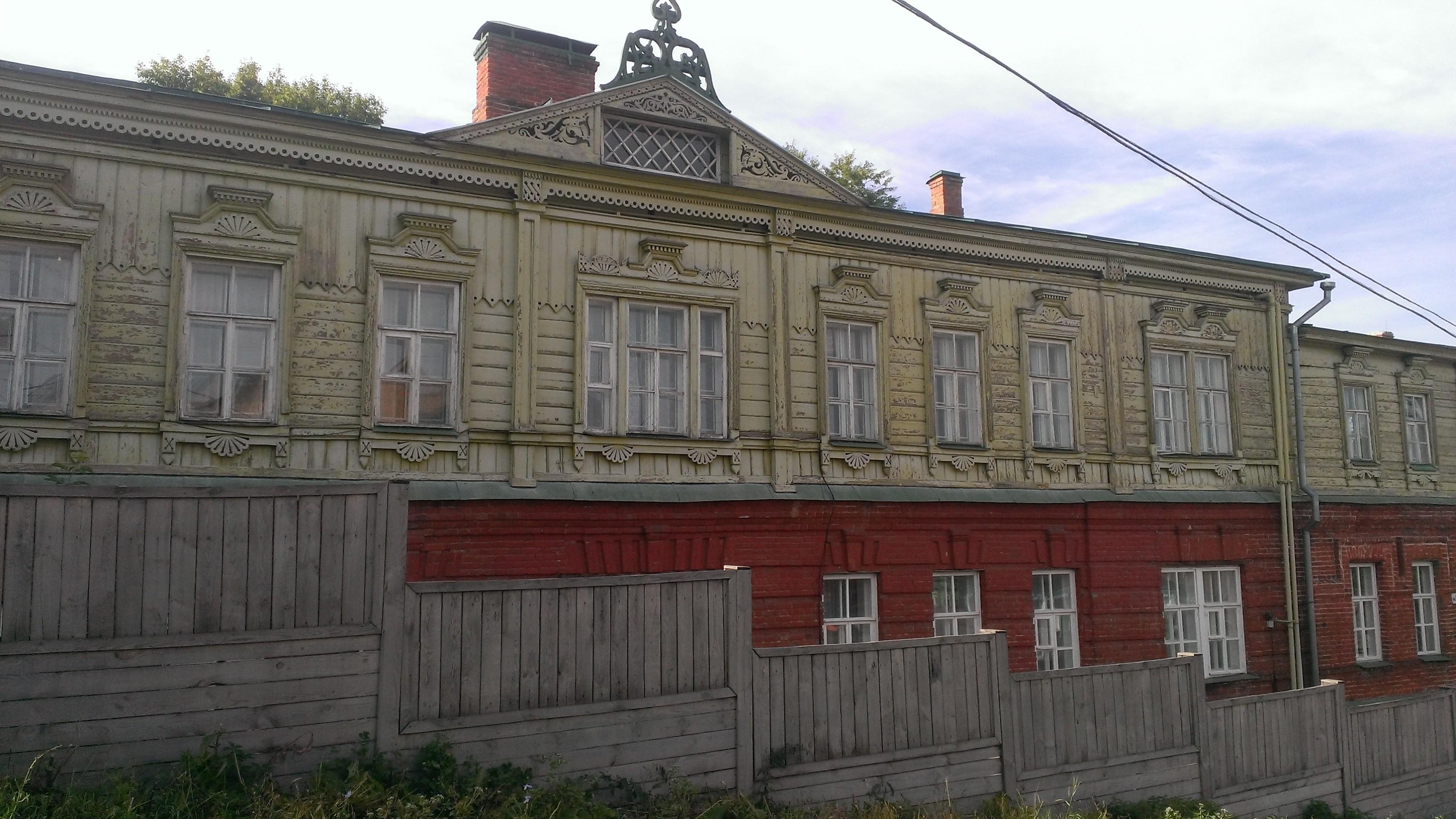
Building of the girls' department of the school and the apartment of I. Ya. Yakovlev.
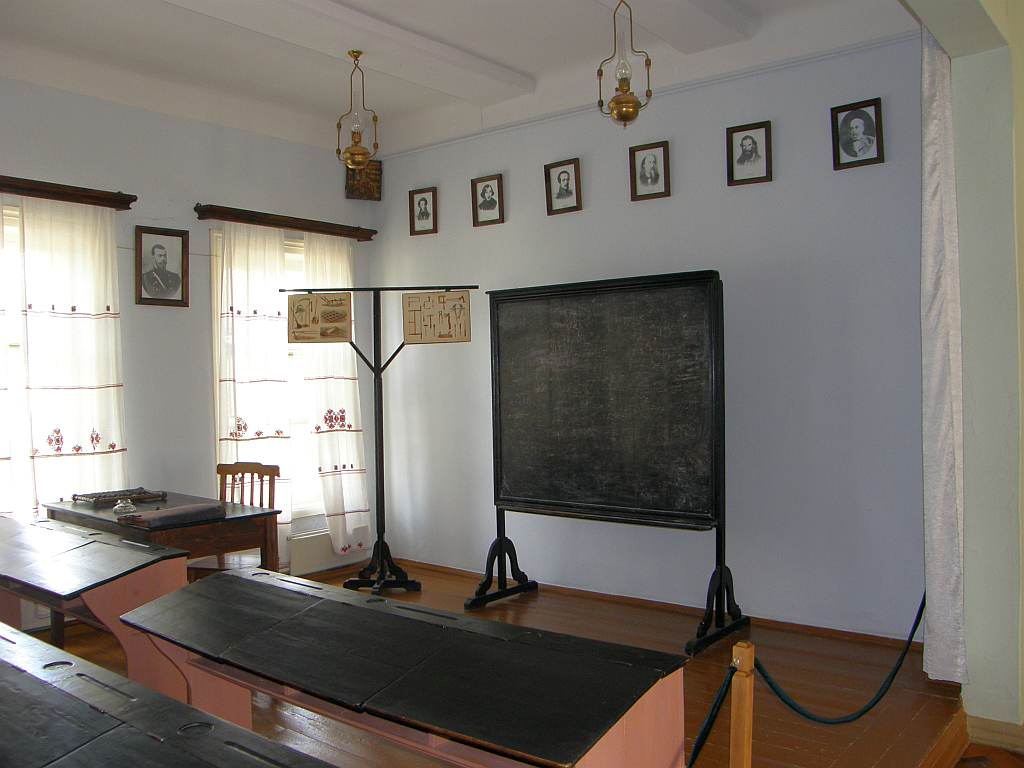
Interior of a classroom of the girls' school.
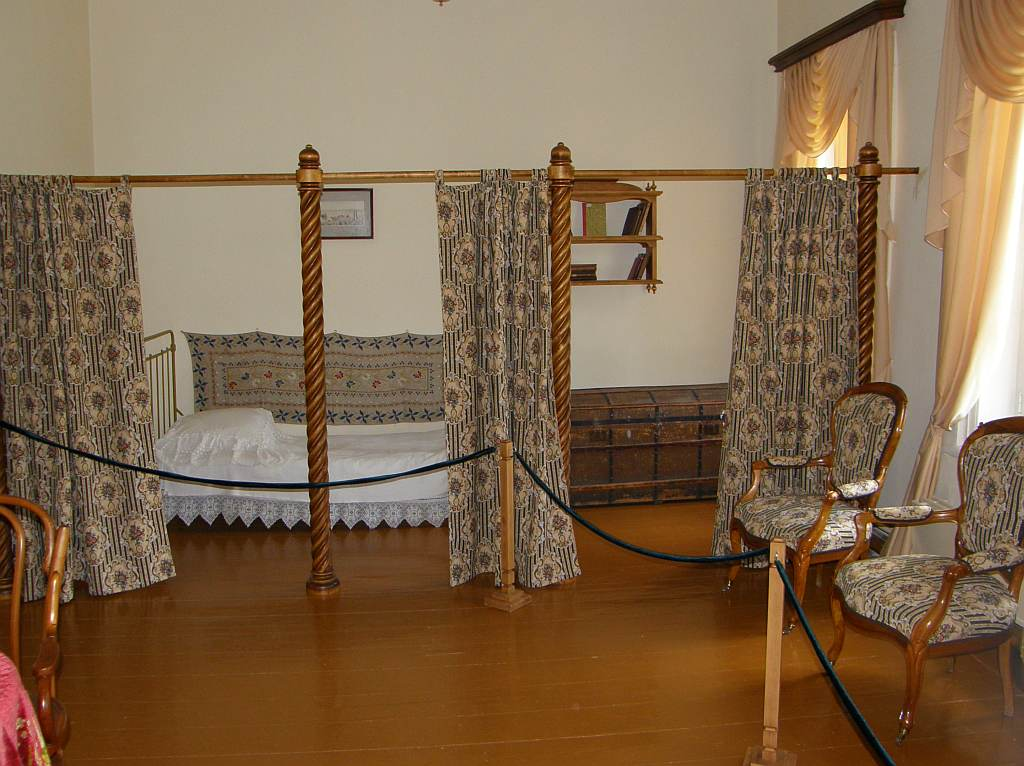
Ivan Yakovlevich's room in the apartment at the Simbirsk Chuvash School.
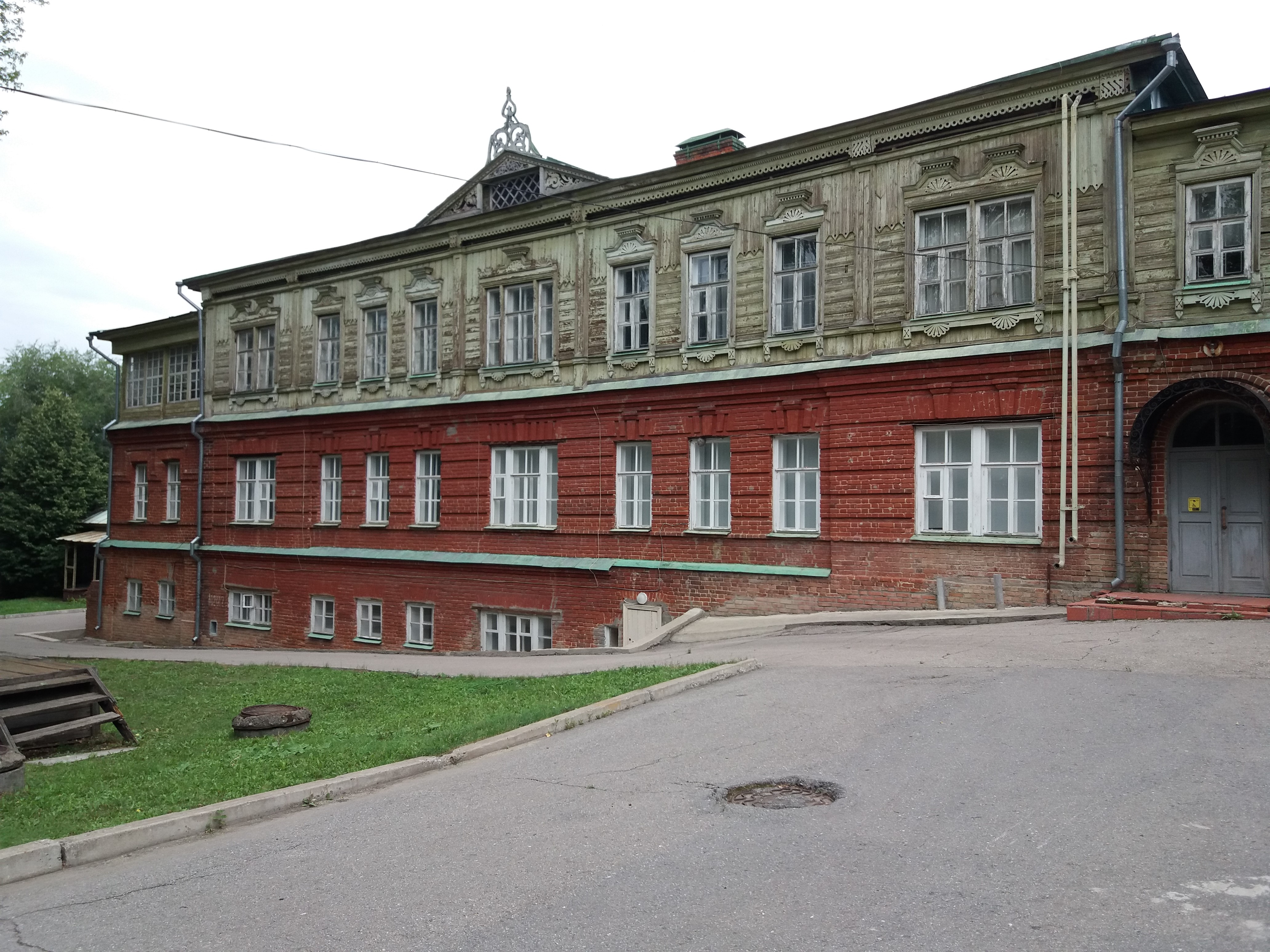
Museum of the Chuvash School.

## Дивись також
- Чуваський національний рух